# レイジーモーニング
『レイジーモーニング』は、日本のロックバンド・オレンジスパイニクラブのメジャー5作目の配信シングルである。

## 概要
- 前作「パピコ」から約1ヶ月ぶりのシングル[1]。
- 表題曲は、2022年に開催された全国ツアー「ワンマンツアー2022～グッバイ過去、それからあとはサンキュー！～」で披露された楽曲である[1]。
- 3月2日に新アーティスト写真と同時にジャケット写真を公開した[1]。
- リリースに先んじて、3月9日にJ-WAVE「SONAR MUSIC」内のコーナー「SONAR’S ROOM」にてラジオ初オンエア[1]。
- リリース日の3月15日に、前年12月14日に開催したワンマンツアーのライブ映像を使用したミュージック・ビデオをYouTubeにて公開した。

## 収録曲
1. レイジーモーニング [2:52]
作詞・作曲：スズキユウスケ
  - 一緒に暮らす男女をテーマにした前向きなラブソング[2]。